# Станислав (князь Киевский)
Станислав — киевский князь начала XIV века, о котором рассказывается в белорусско-литовских летописях XVI века пространной редакции (Летопись Археологического общества, Рачинского, Ольшевская, Румянцевская, Евреиновская, Хроника Быховца). Вопрос об историчности Станислава является дискуссионным в современной исторической науке.
Согласно летописным известиям литовский князь Гедимин, защитив от немцев Жемайтию, начал наступление на владения киевского князя Станислава, который призвал к себе на помощь переяславского князя Олега, луцкого князя Льва и брянского князя Романа. Объединенное войско русских князей было разбито в битве на реке Ирпень, в ходе которой погибли Олег и Лев. Станислав и Роман согласно летописи бежали в Брянск, откуда Станислава пригласил к себе рязанский князь, который выдал за Станислава в жёны свою единственную дочь Ольгу и передал Станиславу в наследство всё Рязанское княжество. В Киеве же согласно летописи Гедимин своим наместником посадил князя Ольшанского Миндовга Ольгимунтовича.

## Историография
Известия белорусско-литовских летописей послужили источником для Хроники Матея Стрыйковского, который приурочил захват Киева Гедимином к 1320-му году.
В российской историографии XIX века, начиная с Н. М. Карамзина, известия белорусско-литовских летописей о захвате Киева Гедимином традиционно ставились под сомнение, а фигура киевского князя Станислава признавалась вымышленной. Основанием для этого служили поздний характер известий, содержащиеся в них анахронизмы и противоречия с источниками XIV века.
В наше время аргументы против историчности Станислава были суммированы украинским историком Еленой Русиной. Среди прочего она указывает на то, что сведения о борьбе литовского князя Гедимина за Киевскую землю не подтверждаются ни более ранними белорусско-литовскими источниками, ни ливонскими и прусскими хрониками. Известиям о захвате Гедимином Киева в 20-х годах XIV века противоречит тот факт, что еще в 30-х годах в Киеве правил князь Фёдор. Кроме того, имя «Станислав» не характерно для ономастикона русских князей. По мнению Е. Русиной легенда о захвате Киева Гедимином возникла в XVI веке в качестве обоснования притязаний на Киев князей Ольшанских.
В то же время ряд современных историков поддерживают историчность известий белорусско-литовских летописей и признают существование Станислава.
Украинский историк Феликс Шабульдо, хотя и считает вымыслом целый ряд моментов летописной истории, в частности, рассказ о судьбе Станислава после его бегства из Киева, но в целом историю захвата Киева Гедимином признает достоверной, а князя Фёдора считает ставленником Гедимина. По его мнению, после победы на реке Ирпень Киев оказался в своеобразной двойной зависимости от Золотой Орды и Великого княжества Литовского, что объясняет нахождение в Киеве в 1331 году татарского баскака. В пользу историчности Станислава по мнению Ф. Шабульдо говорит упоминание в Любецком синодике «Князя Иоанна Станиславовича», жившего, по-видимому, во второй половине XIV века.
Украинский историк Леонтий Войтович отождествляет Станислава с упомянутым в Киевском синодике князем Терентием, принадлежавшим к Путивльской династии Рюриковичей, полагая имя Терентий его крестильным именем. Князь Терентий предположительно являлся братом Владимира-Ивана Ивановича, упомянутого в Северском синодике в качестве киевского князя. Отсюда Войтович называет Станислава Станиславом-Терентием Ивановичем.
Кроме того, Войтович отождествляет Станислава Киевского с князем Станиславом, упомянутым Афанасием Кальнофойским среди ктиторов Киево-Печерской лавры.
Аргументация в пользу реальности князя Станислава в значительной мере подрывается публикацией Введенского синодика. Сравнение его с другими источниками говорит о том, что «Иоанн Станиславович» из Любецкого синодика это, по всей видимости, неверная передача имени Ивана Святославича из козельско-карачевской ветви Рюриковичей, а Станислав из списка Афанасия Кальнофойского это сын Владимира Святого.